# Афипское городское поселение
Афипское городское поселение — муниципальное образование в Северском районе Краснодарского края России.
В рамках административно-территориального устройства Краснодарского края ему соответствует Афипский поселковый округ (посёлок городского типа (рабочий посёлок) с подчинёнными ему сельскими населёнными пунктами).
Административный центр — посёлок городского типа Афипский.

## География
Поселение расположено в северо-восточной части района. Оно граничит на северо-востоке с Тахтамукайским районом республики Адыгея, на юге с Новодмитриевским и Смоленским, на западе с Северским и на севере с Львовским сельскими поселениями.

## История
После революции и гражданской войны в 1924 г. был официально создан Георгие-Афипский сельский совет. Помимо станицы в сельсовете числилось:
- станция Афипская (построена в 1887 году);
- хутор Бончковский (поселен в 1887 году) — в настоящее время относится к Северскому сельскому поселению);
- хутор Коваленко (поселен в 1887 году);
- хутор Кошарский (поселен в 1873 году);
- хутор Рашпиль (поселен в 1875 году) — исключен из списков населённых пунктов Краснодарского края.

Позже в состав Афипского поселкового Совета вошло 6 хуторов: х. Коваленко, х. Восточный, х. Кошарский, х. Рашпиль, х. Нефтекачка, х. Водокачка.
В связи с планами расширения Афипского газоперерабатывающего завода и тем что хутор Рашпиль попадал в санитарную зону было принято решение об отселении жителей хутора в поселок Афипский, где для этой цели был выстроен 10этажный дом по ул. Победы 4а. В 1998 г. х. Рашпиль исключен из списков населённых пунктов Краснодарского края [1, с. 4].

## Население
| 2010    | 2012    | 2013    | 2014    | 2015    | 2016    | 2017    | 2018    | 2019    |
| ------- | ------- | ------- | ------- | ------- | ------- | ------- | ------- | ------- |
| 20 046  | ↗20 476 | ↗20 688 | ↗20 930 | ↗21 117 | ↗21 284 | ↗21 763 | ↗22 716 | ↗23 384 |
| 2020    | 2021    | 2023    |         |         |         |         |         |         |
| ↗24 244 | ↗24 716 | ↘24 707 |         |         |         |         |         |         |

## Населённые пункты
В состав городского поселения (поселкового округа) входят 6 населённых пунктов, в том числе 1 посёлок городского типа и 5 сельских населённых пунктов:
| № | Населённый пункт | Тип населённого пункта  | Население |
| - | ---------------- | ----------------------- | --------- |
| 1 | Афипский         | посёлок городского типа | ↗23 594   |
| 2 | Водокачка        | хутор                   | ↘125      |
| 3 | Восточный        | хутор                   | ↘271      |
| 4 | Коваленко        | хутор                   | ↘641      |
| 5 | Кошарский        | хутор                   | ↘7        |
| 6 | Нефтекачка       | посёлок                 | ↘33       |